# Jagjit Singh (hokeista)
Jagjit Singh (ur. 1 stycznia 1944 w Dźalandharze, zm. 16 listopada 2010) – indyjski hokeista na trawie. Dwukrotny medalista olimpijski.
Brał udział w dwóch igrzyskach (IO 64, IO 68), na obu zdobywając medale. W 1964 Indie zdobyły złoto. Cztery lata później zajęły trzecie miejsce. W dwóch turniejach rozegrał łącznie trzy spotkania. W 1966 znajdował się w składzie drużyny, która zwyciężyła w igrzyskach azjatyckich. Występował w pomocy.
W roku 1967 został laureatem nagrody Arjuna Award.